# Enno Voorhorst
Enno Voorhorst (1962) is een Nederlands  klassiek gitarist en docent.

## Biografie
Voorhorst werd geboren in Den Haag in een muzikale familie. Zijn vader was docent dwarsfluit op het  Brabants Conservatorium in Tilburg en zijn moeder  celliste. Voorhorst begon met  vioolles toen hij zes jaar was, maar stapte over op de gitaar door de populariteit van Bob Dylan en The Beatles. De klassieke muziek trok hem uiteindelijk toch meer dan de popmuziek, met Julian Bream and Andrés Segovia als zijn voorbeelden. Voorhorst besloot rond zijn veertiende musicus te worden, ondanks dat zijn ouders het hem ontraadden.
Voorhorst begon zijn opleiding aan het Brabants Conservatorium te Tilburg onder begeleiding van Hein Sanderink. Vervolgens studeerde hij aan de  Hochschule für Musik und Tanz in Keulen bij Hubert Käppel. Daarna volgde hij nog les bij David Russell. De keuze voor Duitsland was bewust gemaakt om internationaal naam te maken.
In 1992 won Voorhorst zowel de Nederlandse gitaarprijs als de eerste prijs bij het  Japanse Seto-Ohashi concours, waardoor hij een platencontract kreeg bij  Sony en in 1995 de positie als gitaardocent aan het  Koninklijk Conservatorium in zijn geboortestad Den Haag.
Naast zijn werk als hoofdvakdocent aan het conservatorium te Den Haag geeft Voorhorst concerten, zowel solo als met anderen zoals hoboïste Pauline Oostenrijk en  altviolist Mikhail Zemtsov.

## Prijzen en onderscheidingen
- 7e gitaarconcours, Hof: eerste prijs (1987)
- Nederlandse gitaarprijs (1992)
- Seto-Ohashi concours, eerste prijs (1992)

## Geselecteerde Discografie
- Enno Voorhorst Plays Agustín Barrios Mangoré (Sony Masterworks, 1994)
- Manuel M. Ponce: The Chambermusic Works with Guitar (Ottavo, 1998)
- J.S. Bach Guitar Transcriptions (Kreuzberg Records, 2002)
- Augustin Barrios: Guitar Music, Volume 2 (NAXOS, 2003)
- Chaconnes for Guitar (Brilliant Classics, 2009)
- Around Barrios (Challenge Classics, 2013)
- Bach, Pärt & Des Prez (Forest Classics, 2015)
- Modinha (Cobra Records, 2017)
- Concerto Métis (Cobra Records, 2018)
- 840 (Cobra Records, 2021)
- Bach (Forest Classics, 2024)